# Лыжное двоеборье на зимних Олимпийских играх 1998
Программа лыжного двоеборья на Зимних Олимпийских играх 1998 состояла из двух видов и проводилась с 13 по 20 февраля. Обе части лыжного двоеборья проходили на стадионе в Хакубе в присутствии 45 000 человек. В соревнованиях приняли участие 53 спортсмена из 14 стран.
Главным героем программы стал норвежец Бьярте Энген Вик, выигравший как индивидуальную гонку, так и эстафету в составе своей сборной.

## Результаты соревнований

### Средний трамплин К90. Индивидуальная гонка 15км
13 и 14 февраля 1998
| Место | Спортсмен              | Время   |
| ----- | ---------------------- | ------- |
| 1     | Бьярте Энген Вик (NOR) | 41:21,1 |
| 2     | Самппа Лаюнен (FIN)    | +27,5   |
| 3     | Валерий Столяров (RUS) | +28,2   |
| 4     | Кэндзи Огивара (JPN)   | +1:21,1 |
| 5     | Милан Кучера (CZE)     | +1:24,7 |
| 6     | Цугихару Огивара (JPN) | +1:25,3 |
| 7     | Николя Баль (FRA)      | +1:25,7 |
| 8     | Марио Штехер (AUT)     | +1:48,8 |
| 9     | Сильвен Гийом (FRA)    | +2:21,4 |
| 10    | Дмитрий Синицын (RUS)  | +2:26,9 |
| 11    | Ханну Маннинен (FIN)   | +2:29,9 |
| 12    | Ронни Аккерман (GER)   | +2:31,8 |
| 13    | Йенс Даймель (GER)     | +2:35,2 |
| 14    | Ладислав Ригль (CZE)   | +2:59,7 |
| 15    | Тапио Нурмела (FIN)    | +3:10,5 |
| ---   | ---                    | ---     |
| 37    | Алексей Фадеев         | +6:58,6 |
| —     | Денис Тишагин          | DNF     |

### Средний трамплин К90. Командная гонка 4×5км
19 и 20 февраля 1998
| Место. | Команда                                                                          | Время   |
| ------ | -------------------------------------------------------------------------------- | ------- |
| 1      | Норвегия · Халдор Скард · Кеннет Бротен · Бьярте Энген Вик · Фред Бёрре Люндберг | 48:42,2 |
| 2      | Финляндия · Самппа Лаюнен · Яри Мантила · Тапио Нурмела · Ханну Маннинен         | +1:18,9 |
| 3      | Франция · Сильвен Гийом · Николя Баль · Людовик Ру · Фабрис Ги                   | +1:41,9 |
| 4      | Австрия · Кристоф Ойген · Кристоф Билер · Марио Штехер · Феликс Готтвальд        | +1:53,1 |
| 5      | Япония · Цугихару Огивара · Сатоси Мори · Гэн Томии · Кэндзи Огивара             | +2:07,3 |
| 6      | Германия · Матиас Лос · Рони Аккерман · Торстен Шмитт · Йенс Даймель             | +2:10,5 |
| 7      | Швейцария · Марко Дзарукки · Андреас Хартман · Жан-Ив Куэнде · Урс Кунц          | +2:30,1 |
| 8      | Чехия · Марек Фурасек · Милан Кучера · Ян Матура · Ладислав Ригль                | +2:53,2 |
| 9      | Россия · Владимир Лысенин · Валерий Столяров · Алексей Фадеев · Дмитрий Синицын  | +4:22,7 |
| 10     | США · Дэйв Джаретт · Тим Теро · Билл Демонг · Тодд Лодвик                        | +4:27,1 |
| 11     | Эстония · Аго Марквардт · Йенс Салумяэ · Тамберт Пиккор · Магнар Фрайнмут        | +9:21,4 |

## Медальный зачёт
| Место | Страна    | Золото | Серебро | Бронза | Всего |
| ----- | --------- | ------ | ------- | ------ | ----- |
| 1     | Норвегия  | 2      | 0       | 0      | 2     |
| 2     | Финляндия | 0      | 2       | 0      | 2     |
| 3     | Россия    | 0      | 0       | 1      | 1     |
| 3     | Франция   | 0      | 0       | 1      | 1     |

## Судьи
Технический делегат —  Харальд Орхус
Ассистент технического делегата —  Роман Кумпошт
Главный судья —  Мицунори Китадзима
Начальник дистанции —  Катаси Накамура
Судьи
- Морис Арбез[фр.]
- Юкио Касая
- Эл Мэддокс
- Вальтер-Антон Фогель
- Ежи Бронислав Цеслар
- Петер Эберг
- Кристиан Эгли
- Тапио Юннонен